# Křelovice (district de Plzeň-Nord)
Pour les articles homonymes, voir Křelovice.
Křelovice (en allemand : Krzelowitz) est une commune du district de Plzeň-Nord, dans la région de Plzeň, en République tchèque. Sa population s'élevait à 244 habitants en 2022.

## Géographie
Křelovice se trouve à 17 km au nord-ouest de Město Touškov, à 27 km au nord de Plzeň et à 101 km à l'ouest-sud-ouest de Prague.
La commune est limitée par Ostrov u Bezdružic et Úněšov au nord, par Pernarec à l'est, par Trpísty au sud, par Kšice au sud-ouest et par Cebiv et Konstantinovy Lázně à l'ouest.

## Histoire
La première mention écrite de la localité date de 1483.

## Administration
La commune se compose de quatre sections :
- Křelovice
- Mydlovary
- Pakoslav
- Rozněvice

## Galerie

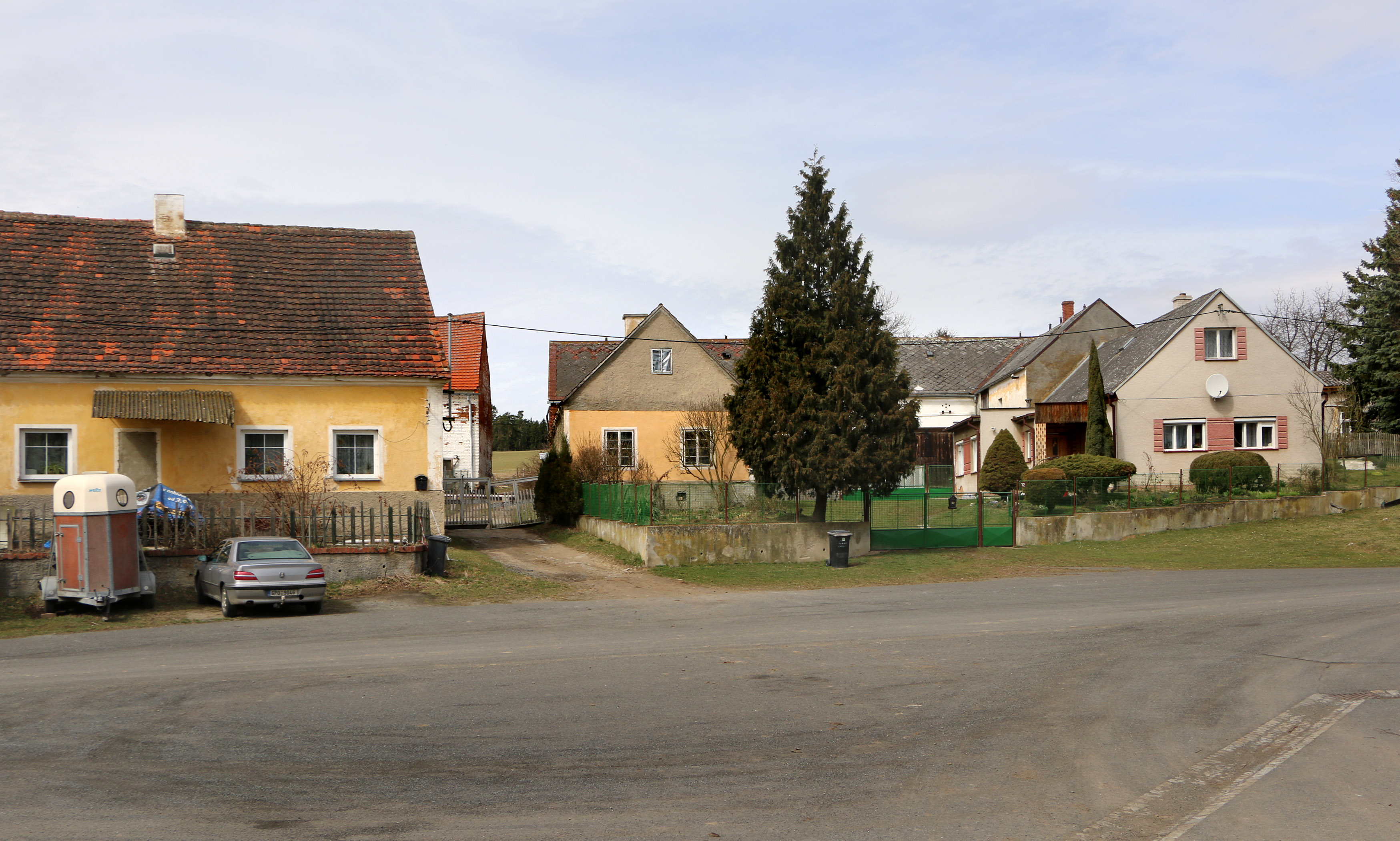
Hameau de Pakoslav.
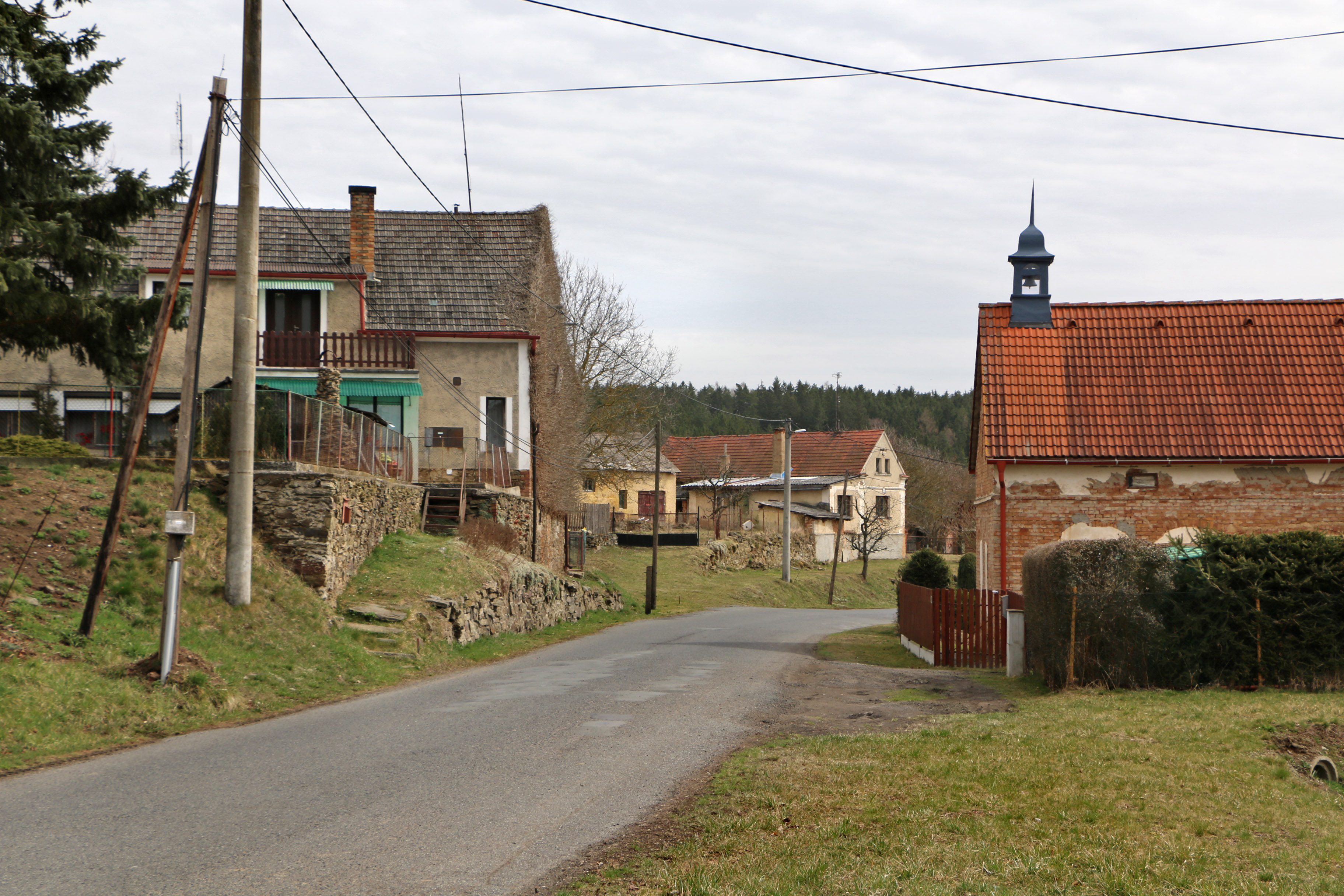
Hameau de Rozněvice.

## Transports
Par la route, Křelovice se trouve à 24 km de Stříbro, à 31 km de Plzeň et à 123 km de Prague. 